# Narthecusa tenuiorata
Narthecusa tenuiorata là một loài bướm đêm trong họ Geometridae.

## Hình ảnh

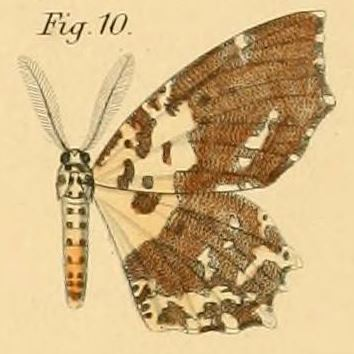